# Konrad II. von Hildesheim

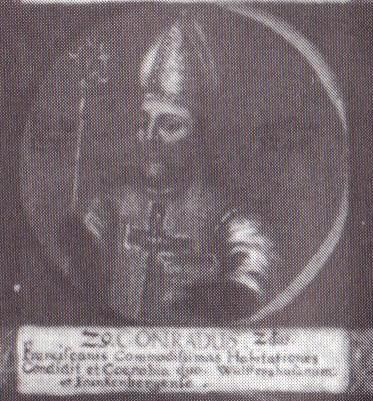
Konrad als 29. Bischof von Hildesheim auf einem Gemälde mit Medaillondarstellungen aller Hildesheimer Bischöfe bis zum Ende des 18. Jahrhunderts; lateinische Inschrift: „Er gründete eine gut ausgestattete Niederlassung der Franziskaner sowie die beiden Klöster Wülfinghausen und Frankenberg“

Konrad II. (* Ende 12. Jahrhundert; † 18. Dezember 1249 Kloster Schönau) war von 1221 bis 1246 Bischof von Hildesheim. Er führte das Bistum Hildesheim Anfang des 13. Jahrhunderts durch eine Zeit der Blüte, die besonders durch die Gewährung der politischen Unabhängigkeit durch Kaiser Friedrich II. gekrönt wurde.

## Lebenslauf
Konrad II., der keinem Orden angehörte, diente nach seinem Studium der Theologie in Paris an verschiedenen Orten im Heiligen Römischen Reich. So war er Domscholaster in Mainz und, als er nach Speyer ging, Domdechant. In Speyer wurde er auch päpstlicher Kaplan und Pönitentiar am Speyerer Dom.

## Bischofsamt
Das Bischofsamt von Hildesheim übernahm er im Jahr 1221. In seiner Amtszeit wurde Konrad II. in verschiedene Kämpfe aufständischer Bauern und häretischer Gruppen hineingezogen und unterstützte den Fünften Kreuzzug. Er war es, der den ins Stocken geratenen Prozess zur Heiligsprechung von Elisabeth von Thüringen erfolgreich beendete; die Kanonisierung erfolgte am 27. Mai 1235, der gesamte Prozess dauerte weniger als vier Jahre.
Wirtschaftlich festigte er die Unabhängigkeit des Bistums, besonders gegenüber den Welfen, durch den Rückkauf von Ländereien und den Bau von Burgen. Beispielsweise baute Bischof Konrad in seiner Amtszeit die Poppenburg als Befestigungsanlage aus und gab sie 1226 Graf Hermann von Wohldenberg zu Lehen. Ebenso ließ Bischof Konrad II. einen neuen Wohnflügel in der Poppenburg errichten.
Durch Ansiedelung von verschiedenen Orden wurde die Bewirtschaftung der Gebiete gesichert. So übergab Konrad II. 1223 z. B. die Haupt- und Taufkirche St. Martin in Sottrum dem Propst des Augustinerklosters Derneburg.
Die Gewährung der vollen politischen Unabhängigkeit an das Bistum Hildesheim durch Kaiser Friedrich II., war einerseits ein Zeichen der politischen Erfolge Konrads, sie führte aber auch zur Verweltlichung des Bischofsamts. Dieser hatte sich immer mehr um politische Aufgaben zu kümmern.
1240 ließ Konrad II. die Burg und Stadt Rosenthal errichten.
1246 verzichtete Konrad II. auf das Bischofsamt und starb drei Jahre später im Kloster Schönau, von dem nur noch spärliche Reste existieren. In Schönau (Odenwald) hat sich seine Grabplatte erhalten, die von ihrer Machart her jedoch eine Zweitfertigung aus dem 16. Jahrhundert sein dürfte.